# Sprängdeg

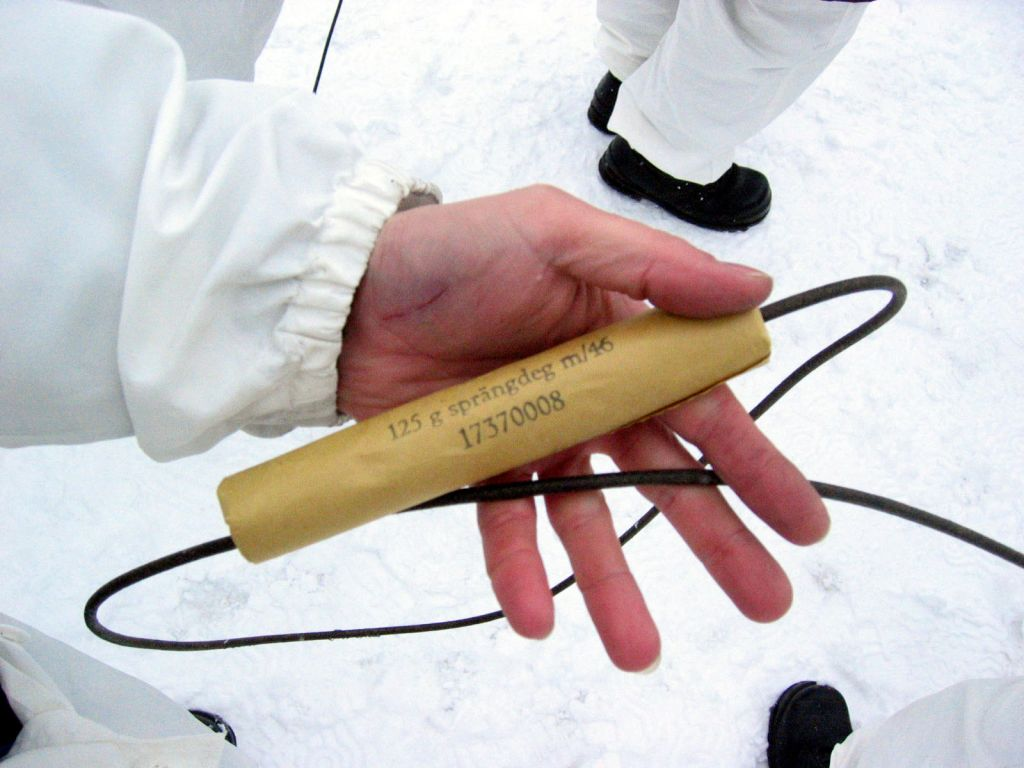
En patron sprängdeg m/46 innehåller 125 gram sprängdeg.

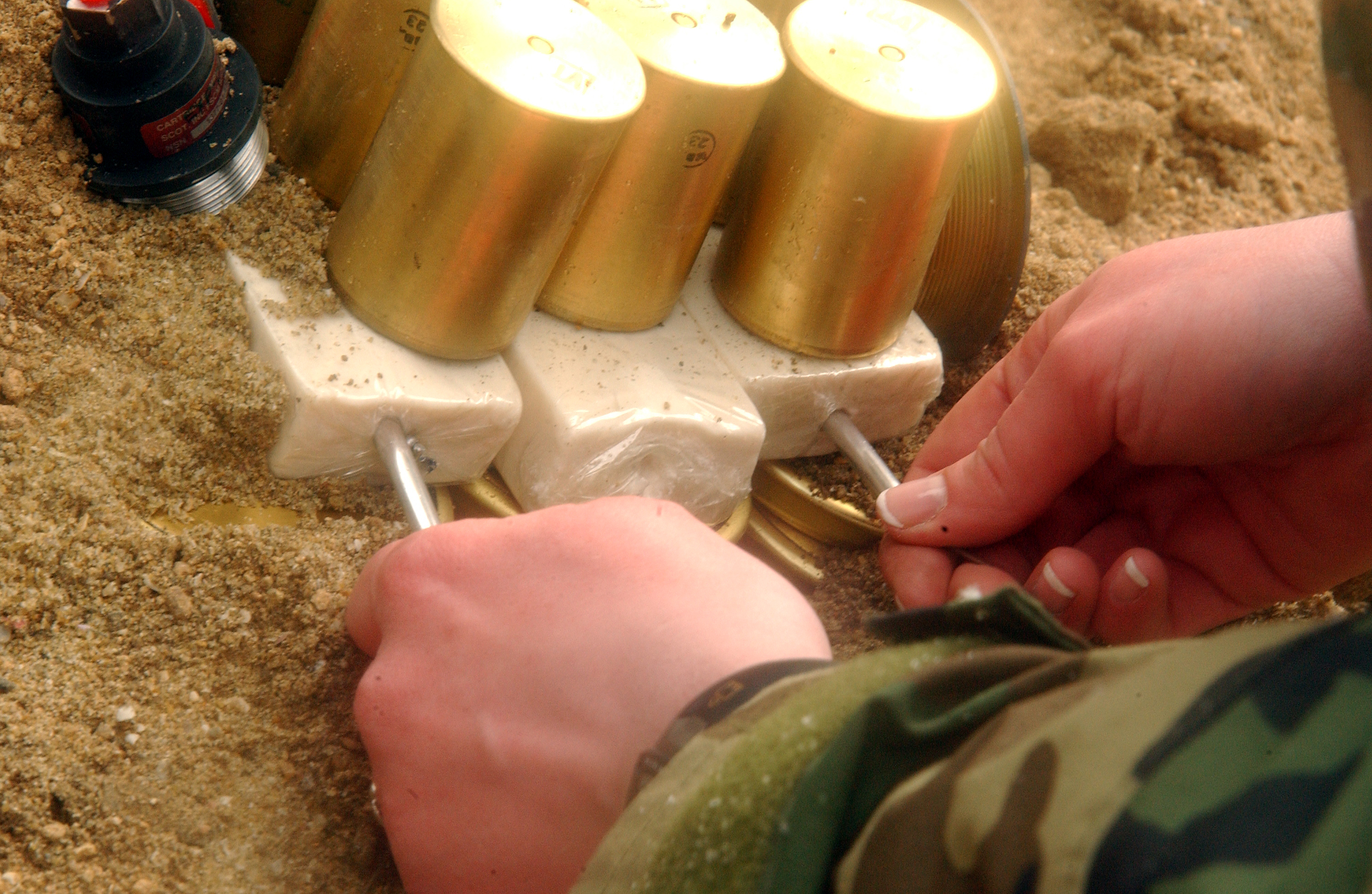
C-4 sprängdeg med sprängkapsel instucken i degen.

Sprängdeg är ett plastiskt, d.v.s formbart, sprängämne som består av sprängämne blandat med mineralolja till en degaktig massa. Sprängdeg är ett samlingsnamn. Fördelarna med sprängdeg, jämfört med fasta sprängämnen, är dels att det går att dela upp en klump sprängdeg i mindre delar, dels att dess formbarhet gör det lätt att applicera degen på den plats där man vill spränga. Detta gör att den har ett bredare användningsområde än fasta sprängämnen. Det används i avancerade sprängningar av stora konstruktioner, små bräschladdningar för att kunna ta sig in i byggnader, för att förstöra vägar, tågräls, fordon osv.
Sprängdeg är även mycket säkrare att använda än många fasta sprängämnen. Då den är svår att detonera tål den att eldas i brasa och även att blötas ner, skjutas på eller rivas. För att kunna detonera degen krävs en sprängpatron, denna fästs på en krut- eller pentylstubin. För att antända krutstubinen används oftast tändstickor medan penylstubinen kan antändas på många olika sätt. Det går även att använda en elektrisk patron. För att stoppa patronen i degen görs det ett hål med aptertångens ena ände eller med ett annat tunt och smalt objekt som en penna eller pinne. För att detonera degen så säkert som möjligt bör patronen placeras i mitten av degen och doseringen vara noggrann. För att få en noggrann dosering används oftast ett sprängkort. I sprängkortet står det var på ett föremål degen borde appliceras och hur mycket.  Sprängdeg har en detonationshastighet på ~7800 m/s. 

## Nitroglycerin som sprängämne
Huvudingrediensen i sprängdeg är oftast nitroglycerin. Ämnet framställs genom att nitrera glycerol, där svavelsyra är katalysator. Det är ett mycket explosivt ämne, men även instabilt och känsligt för stötar. Nitroglycerin är egentligen en nitratförening på grund av dess funktionella grupp -ONO2, men delar många likheter med nitroföreningar som också är mycket explosiva och har den funktionella gruppen NO3-. En anledning till den kraftiga reaktionen är utöver att syret i molekylen reduceras så reduceras även kvävet vilket är gör reaktionen extra kraftig. Reaktionen frigör även mycket värme när ämnet förbränns. Detta beror på att entalpiförändringen från nitroglycerin till dess produkter är stor. Vatten, koldioxid och kväve är alla produkter av reaktionen och dessa är otroligt stabila med låg entalpi. Den sista förklaringen till ämnets explosivitet är att det bildas mycket gas i reaktionen.

## Historia
Den italienska kemisten Ascanio Sobrero framställde nitroglycerin för första gången 1846. Han fick fram den oljiga, färglösa vätskan genom att droppvis tillsätta glycerin till en salpetersyra och svavelsyrablandning. I början av 1850-talet hörde Alfred Nobel talas om nitroglycerin. Han försökte göra ämnet säkrare att använda och uppfann en formbar stabil deg kallad dynamit. Alfred Nobel patenterade dynamiten 1867.

Strukturformel för nitroglycerin.

## Olika typer av sprängdeg
- Svenska försvarets sprängdeg m/46 består av pentyl (86 %) och mineralolja (14 %).
- C-4 består av hexogen (RDX) och mineralolja.
- Semtex består av hexogen, pentyl och mineralolja.
- Dynamit, en blandning av nitroglycerin och kiselgur [4]